# Kepler-31 c

Kepler-31 c est un Jupiter tiède, orbitant autour de son étoile hôte située à environ 5 429 années-lumière (1 664,64 pc) de la Terre avec une magnitude apparente de 15,50.

## Caractéristiques physiques
L'exoplanète se distingue par sa masse imposante de 4,7 MJ, son rayon compact de 0,47 RJ et sa température élevée de 615 K.

## Orbite
Elle orbite à 0,26  unité astronomique de son étoile, une distance comparable à celle de Vénus dans le système solaire.

## Découverte
L'exoplanète a été découverte par la méthode du transit en 2011.

## Habitabilité
Les conditions d'habitabilité de cette exoplanète ne sont pas déterminées ou ne sont pas connues.